# Malaisius similis
Malaisius similis är en skalbaggsart som beskrevs av Li och Yang 1999. Malaisius similis ingår i släktet Malaisius och familjen Melolonthidae. Inga underarter finns listade i Catalogue of Life.